# Oyakodon
Oyakodon (親子丼), também chamado de oyakodonburi, é um prato japonês, constituído por arroz servido em donburi e coberto por frango e ovo cozinhados juntos em molho próprio, podendo incluir cebolas, cebolinhas e/ou outras hortaliças. É classificado como uma variedade dos pratos japoneses chamados donburimono (ou simplesmente donburi ou don).

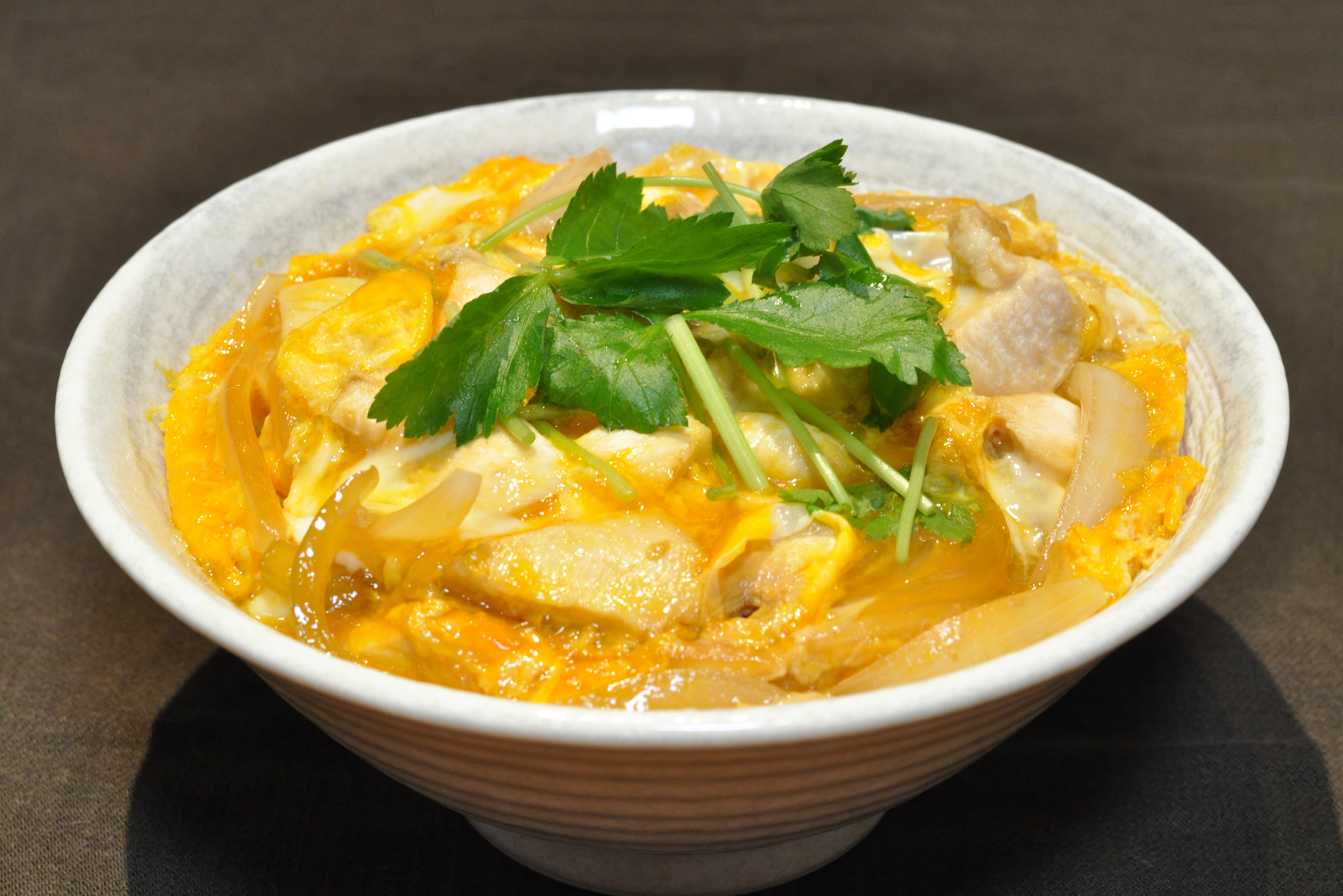
Oyakodon à esquerda

O termo oyako significa pais e filhos na língua japonesa, referindo-se aos
principais ingredientes deste prato: frango, que são os pais, e ovo, os seus filhos.

## História
Em 1887, o restaurante Tamahide, em Tokyo, servia um prato de frango cozido em molho próprio. Um dos clientes deste restaurante teve a ideia de acrescentar ovo neste prato e esta nova receita foi batizada de oyakoni. Em 1891, por sugestão de Toku Yamada, a esposa do dono de Tamahide, o oyakoni começou a ser servido sobre o arroz, originando o oyakodon.
Há uma outra versão de sua origem, na qual o oyakodon teria sido inventado por Matsujiro Uchimoto, chefe do restaurante Torigiku, para ser servida em uma exposição que foi realizada em Osaka, em 1903. A receita desta versão inclui cebolinha e hakusai (Brassica rapa var. pekinensis) nos ingredientes.

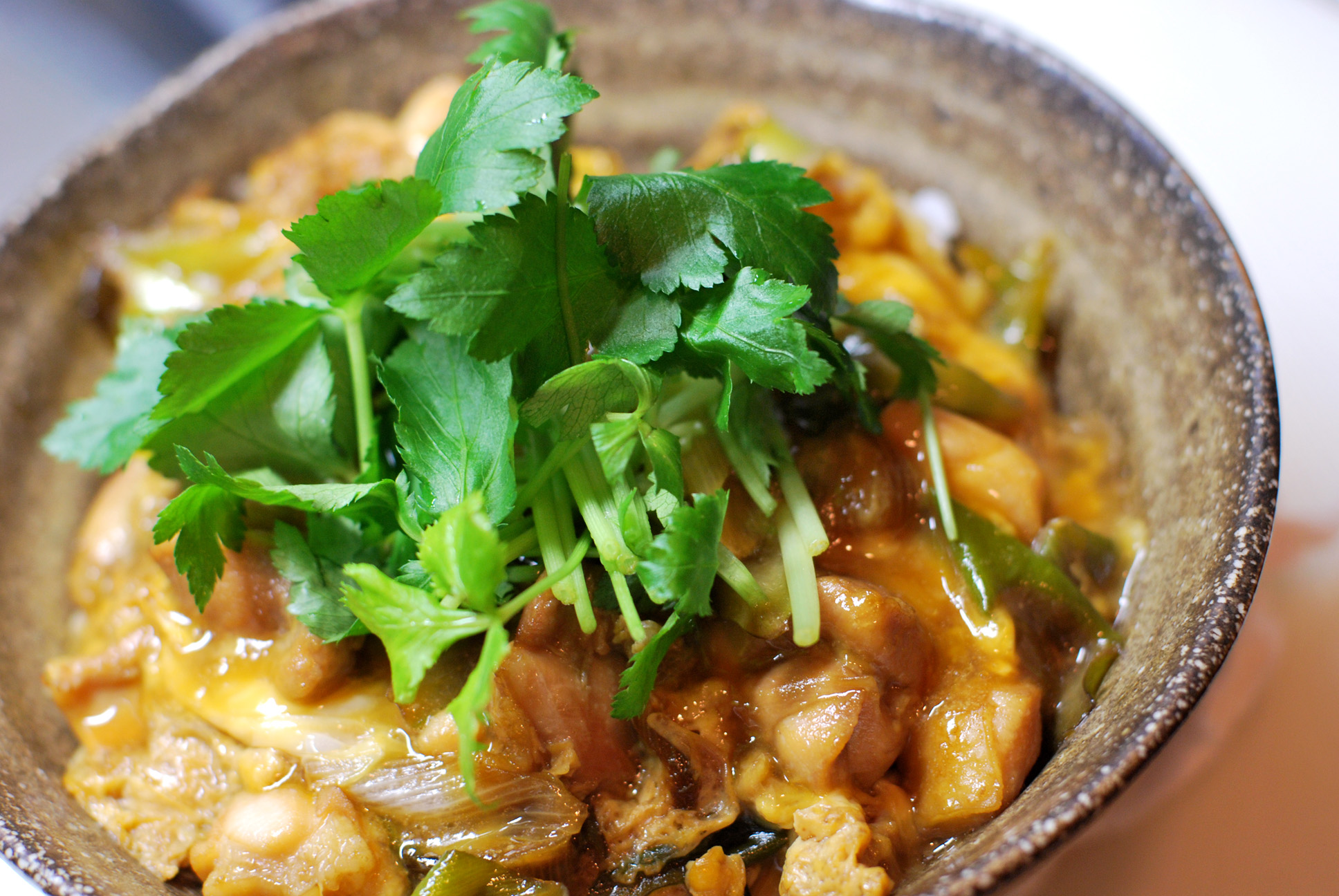
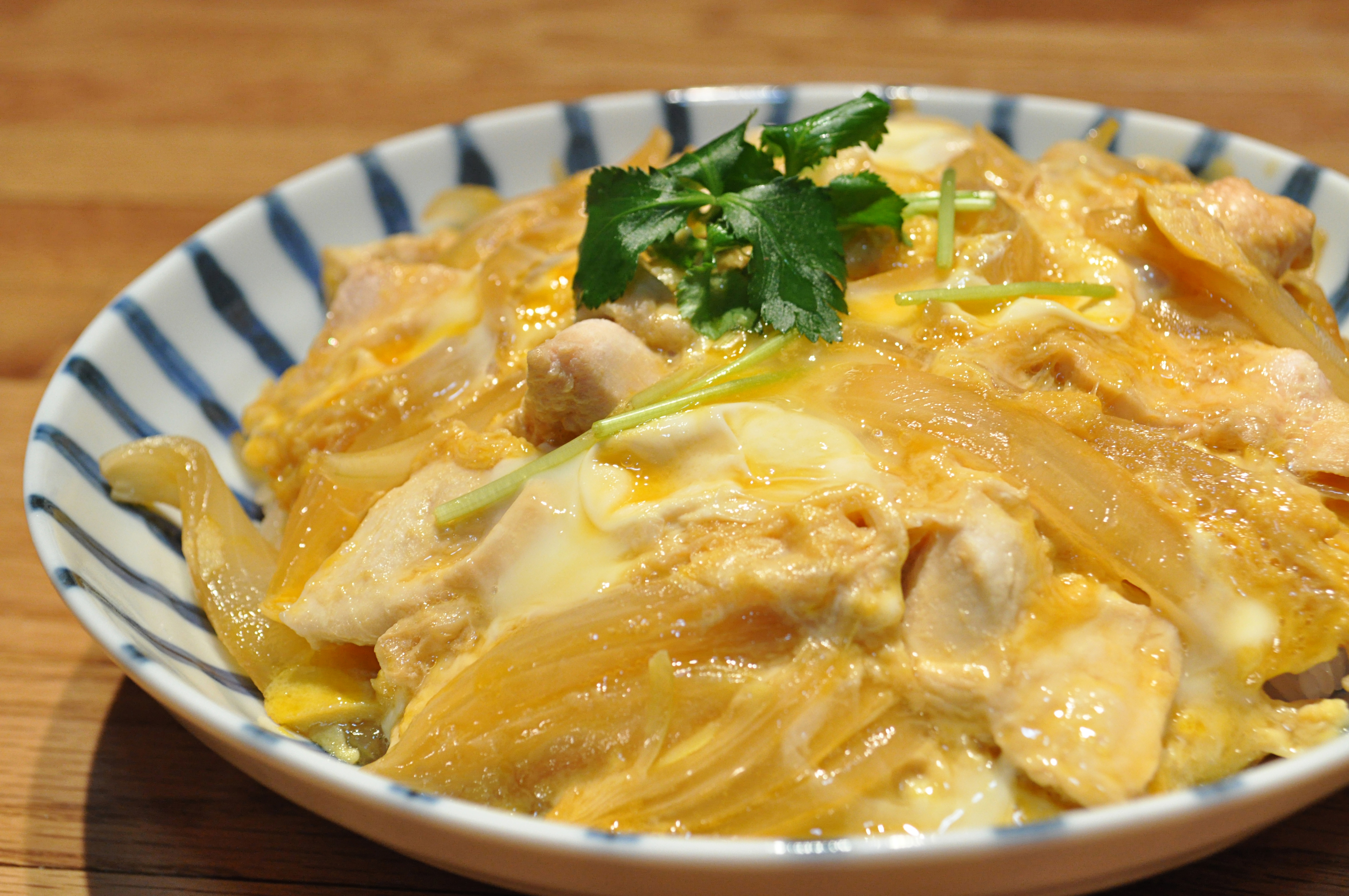
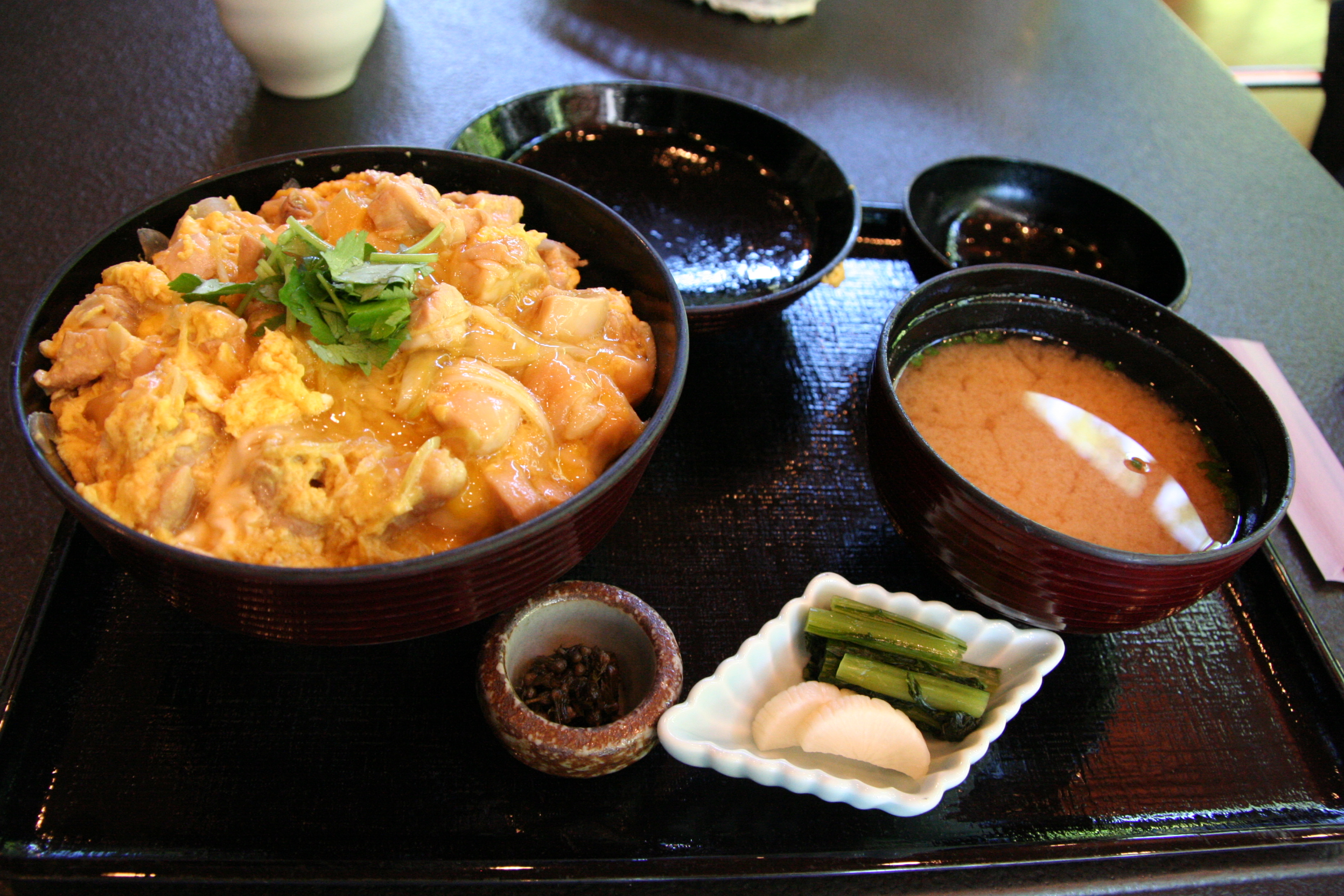

## Variante
Existe um prato chamado kaisen oyakodon (que significa oyakodon de frutos do mar), na qual o frango é substituído por salmão e o ovo por ikra (caviar de salmão).